# Ахерері (річка)
Ахерері (англ. Ahuriri River) — річка в регіоні Кентербері на Південному острові Нової Зеландії. Права притока Вейтакі. Довжина — 70 км. Найближчий населений пункт — Омарама.

## Географія
Верхів'я річки знаходиться на східних схилах Південних Альп.

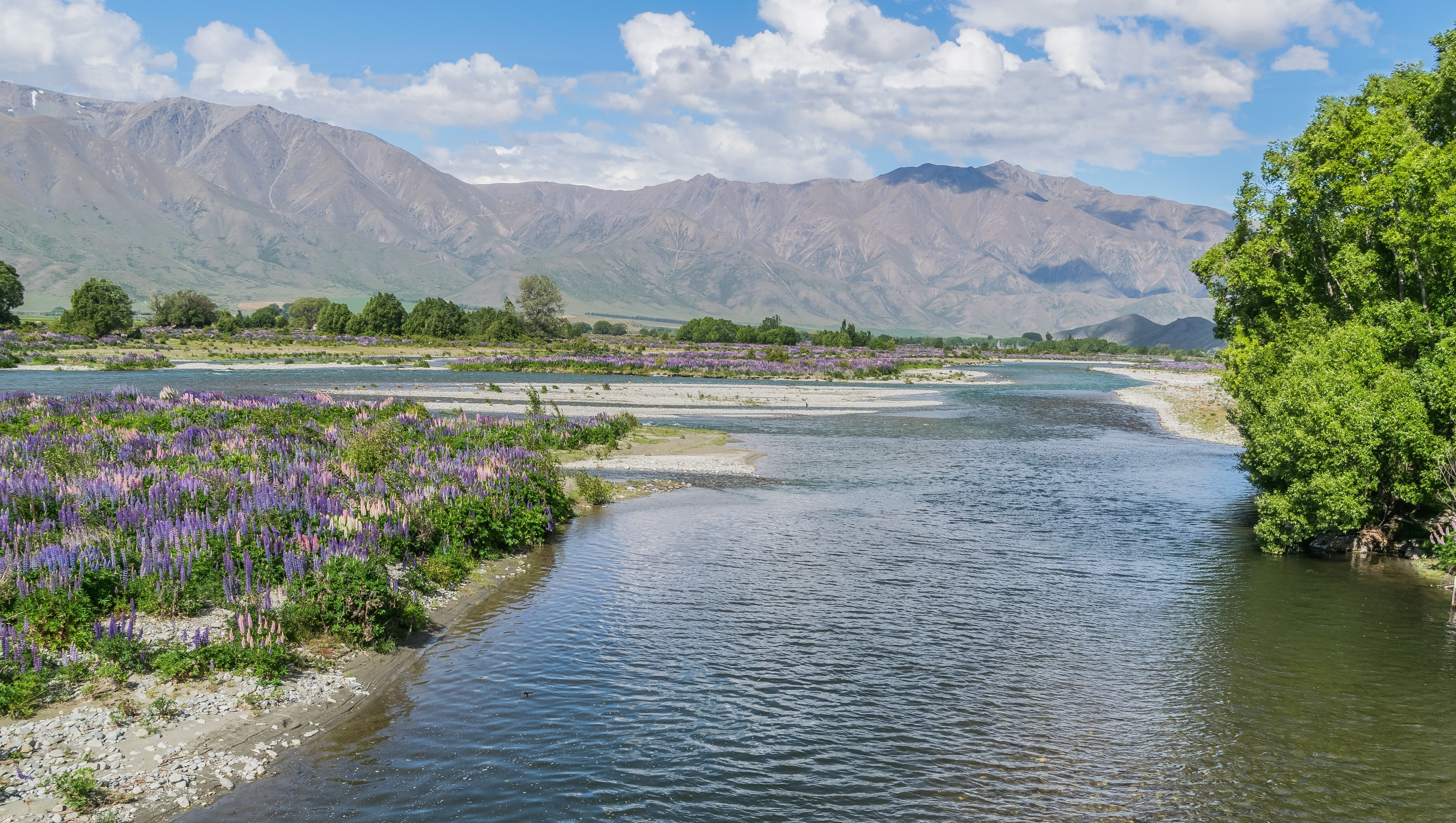
Річка біля Омарама.

Протікає найпівденнішою частиною басейну Маккензі до впадіння в озеро Бенмор, одного зі штучних водосховищ гідроелектричного проекту Вейтакі. Тут води Ахерері з'єднуються з водами Вейтакі, яка впадає у Тихий океан. 

## Використання
Значна частина верхів'я річки знаходиться в заповідному парку Ахерері і є одним з популярних місць для риболовлі нахлистом (англ. fly fishing) струмкової та райдужної форелі.